# عبد الله إسماعيل أحمد العقراوي
ملا عبد الله إسماعيل أو عبد الله إسماعيل أحمد العقراوي هو سياسي عراقي كردي، ولد عام 1927 في شقلاوة أو ناحية كنديناوه (ديبكة) التابعة لقضاء مخمور.
درس في الكتاتيب الدينية، كان عضوا في الحزب الديمقراطي الكردستاني، وكان يقيم في المنفى مع مصطفى البارزاني خلال العهد الملكي، وبعد ثورة 14 تموز 1958 صدر قرار العفو ورجع عبد الله إسماعيل مع مصطفى البارزاني إلى العراق.
ويذكر أنه قد سجن بسبب مشاركته في مظاهرات ضد العدوان الثلاثي على مصر.
انشق عن الحزب الديمقراطي الكردستاني عام 1964 مع جناح جلال الطالباني، وبعد اتفاق الحكومة العراقية مع الحركة الكردية بعد صدور بيان 11 آذار 1970 عاد أغلب من انشقوا عن الحزب الديمقراطي الكردستاني إليه مرة ثانية وعلى رأسهم جلال الطالباني باستثناء ملا عبد الله إسماعيل الذي استمر في موقفه الرافض للعودة إلى صفوف الحزب الديمقراطي الكردستاني.
شغل منصب وزير دولة للفترة منذ 7 نيسان 1976 حتى أحيل إلى التقاعد في 11 شباط 1989.